# 新幹線'97恋物語
『新幹線'97恋物語』（しんかんせん'97こいものがたり）は1997年4月3日から同年6月26日まで、TBS系列で放送されたテレビドラマである。

## 解説
『新幹線物語'93夏』の姉妹作（ただし、ストーリー上の連続性はない）。『新幹線物語'93夏』がパーサーをメインに据えたのに対し、こちらは車掌長を中心にパーサーらも含めた列車クルー全体を一つのチームとして描いている。JR東海の全面協力を得て制作されたため、スタジオを使わずオールロケーションで、新幹線の車内のシーンも実際に走行中の車両で撮影が行われた。職業ドラマというよりもラブコメディ的な要素が強い。
放送時間は毎週木曜21:00 - 21:54(JST)。第1話は60分拡大の21:00 - 22:54までの放送。全13話。平均視聴率は14.4%。映像ソフト化はなされていない。

## キャスト
- 新幹線鉄道事業本部・東京車掌所
  - 速水大介（車掌長）〈30〉：高嶋政伸
    - 静岡生まれ。父親が大井川鉄道で運転手を務めていたこともあって、幼い頃からSLや電車に興味を持つ。一橋大学卒業後にJRに入社。1997年春から新幹線の車掌長に就任。独身で、真面目で奥手な性格。

  - 藤井勲（車掌）〈25〉：赤坂晃
    - 早稲田大学卒業。駅員から車掌研修を経て、車掌となる。仕事にも遊びにも一生懸命。高野に好意を持つ。

  - 戸川敬四郎（車掌）：亀山忍
    - 車掌歴としては、速水より先輩に当たる。なお、見合い話を断る口実で別の女性を仕立てたが、その女性が現妻である。

  - 堀田達彦（東京車掌所所長）〈53〉：山下真司
    - 東京駅の車掌所長。下積みから叩き上げの苦労人で、人情深い。妻に先立たれたために家では一人暮らし。
- SPS東京クルーセンター
  - 寺田小百合（チーフパーサー）〈38〉：渡辺えり子
    - 鹿児島県出身、実家は駅弁屋。SPS東京クルーセンターの第1期生。速水に恋心を秘め、劇中冒頭では夢の中で速見との恋愛妄想するシーンがある。また速水が見合い話を断ろうとした際、速水の父に自分が速水の婚約者であると名乗るも速見の父はからは本気にされず、津村が婚約者であると思い込む。

  - 津村京子（シニアパーサー）〈27〉：南野陽子
    - フランス留学経験がある帰国子女。父親は高級官僚。英会話教室に通っている。寺田を尊敬しているが、いつしか恋敵になってしまう。

  - 高野美沙（パーサー）〈20〉：宝生舞（第1話のみ出演、第2話は声のみ）
    - 短大卒業後SPSに就職。ドライな性格だが頑張り屋。実習生であり、第2話以降は別のクルーへ配属となった。

  - 園田真由美（パーサー）〈22〉：小林恵
    - 女子大学卒業後にSPSに就職。藤井に夢中になっている。

  - 西山由希（パーサー）：南明子
  - 小野悠子（パーサー）：小澤理詠
  - 皆川元子（パーサー）：津川友美
  - 森尾昌枝（パーサー）：神矢夕紀
  - 三條雅子（所長）〈45〉：夏木マリ
    - 寺田とは同期で親友。独身。
- 東京駅駅員
  - 須崎三郎〈33〉：柳沢慎吾
    - 改札、ホームから忘れ物係までいつも忙しそうに走り回っている。ややおっちょこちょい。

  - 平島（助役）：丹波義隆

## スタッフ
- プロデューサー：近藤照男、斉藤勢津子
- 脚本：横田与志、山浦弘靖、酒井あきよし、高橋孝之介
- 音楽：服部隆之
- 主題歌：「風のように空のように」和田アキ子（9話のみ石橋保バージョン）
- 撮影：松村文雄、ほか
- 助監督：金佑彦、蓑輪雅夫、ほか
- 効果：原田千昭
- 選曲整音：山本逸美
- 技術協力：オーエイギャザリング、映広
- 撮影協力：JR東海、パッセンジャーズ・サービス、東京駅
- ナレーション：野際陽子
- 製作協力：東映
- 監督：土屋統吾郎、瀬川昌治、小山幹夫
- 製作：近藤照男プロダクション、TBS

## 放映リスト
| 話 | 放送日        | サブタイトル              | 脚本              | 監督       | ゲスト | 視聴率 |
| -- | ------------- | ------------------------- | ----------------- | ---------- | --- | ------ |
| 1  | 1997年 4月3日 | のぞみ9号は、怒りっぽい女 | 横田与志          | 土屋統吾郎 | - 三浦浩一 - 岡まゆみ - 伊集院光（ヤクザ、発作の薬を提供する） - 平泉成 - 大場俊輔 - 土田アシモ（JR輸送指令所長）                                                                   | 14.7%  |
| 2  | 4月10日       | 個室の奇妙な二人          | 横田与志          | 瀬川昌治   | - 柴俊夫 - 秋山純 - 大賀勇気 | 13.7%  |
| 3  | 4月17日       | ストーカーの女            | 横田与志          | 瀬川昌治   | - 川嶋朋子 - 大和なでしこ - 谷本小代子 | 15.2%  |
| 4  | 4月24日       | 用心ぶかい浮気女          | 横田与志 山浦弘靖 | 小山幹夫   | - 川村ティナ - 柄沢次郎 | 13.5%  |
| 5  | 5月1日        | いじ悪な新婚夫婦          | 横田与志          | 土屋統吾郎 | - 大沢逸美(妻) - イジリー岡田(夫) - 高川裕也 | 12.6%  |
| 6  | 5月8日        | 悪ガキ!?団体旅行          | 横田与志          | 土屋統吾郎 | - 萩原流行（教師） - 小宮久美子 - 山崎裕太（いじめられっ子） - 藤田瞳子（トイレに立て篭る生徒） - 松金よね子                                                                        | 17.7%  |
| 7  | 5月15日       | 駅前留学の怪事件          | 酒井あきよし      | 瀬川昌治   | - 小野寺昭（単身赴任で津村と同じ英会話教室に通う） - 深浦加奈子（その妻） - シェリー・スゥエニー（英会話教室の講師）                                                                | 16.8%  |
| 8  | 5月22日       | 鴨とネギを背負う女        | 横田与志          | 瀬川昌治   | - 冨士眞奈美(中津山家の家事手伝い) - 沖田浩之(飲食店経営で寺田にプロポーズする) - 四方堂亘                                                                                          | 15.1%  |
| 9  | 5月29日       | 盲導犬グレース            | 高橋孝之介        | 瀬川昌治   | - 小林綾子（アイメイト） - 石橋保（ストリートミュージシャン） - 湯浅実（父） - 泉晶子（母）                                                                                         | 14.6%  |
| 10 | 6月5日        | 幽霊が乗ってきた          | 横田与志          | 小山幹夫   | - 渡辺梓 - 増田雄一 - 友里千賀子（戸川の妻） | 14.0%  |
| 11 | 6月12日       | 結婚は命がけ!?            | 山浦弘靖          | 小山幹夫   | - 中村あずさ（にしだみすず・父が決めた婚約者） - 名古屋章（速水の父、大井川鐵道SL機関士） - 高島忠夫（寺田の妄想恋愛に出てくる婚約者）                                              | 13.4%  |
| 12 | 6月19日       | 女が勝負する日!!          | 横田与志          | 小山幹夫   | - 鈴木ヒロミツ（寺田を大阪ヒルトンにヘッドハンティングしようとする） - 梅津栄（風水師） - 奈良富士子（大阪ヒルトン教育担当マネージャー） - 出口結美子(大阪ヒルトンフロントクラーク) | 11.2%  |
| 13 | 6月26日       | 私の選んだ道              | 高橋孝之介        | 瀬川昌治   | - 今井雅之 - 高土新太郎 - 栗山知佳 | 13.7%  |